# Rotherham Town FC
Rotherham Town FC was een Engelse voetbalclub uit Rotherham, Yorkshire.
De club werd in 1870 opgericht als Rotherham FC maar nam al snel de naam Rotherham Town aan. In 1889 werd de club medeoprichter van de Midland League en werd kampioen in 1892 en 1893. Na die laatste titel werd de club toegelaten tot de Football League Second Division.
Erg succesrijk was de club evenwel niet en eindigde 14de, 12de en 15de (op 16 clubs). Na het 3de seizoen werd de club uit de League gestemd. In 1904 keerde de club terug naar de Midland League waar gespeeld werd tot 1925 toen de club fusioneerde met buur Rotherham County en werd zo Rotherham United.